# フォレストパーク (マサチューセッツ州スプリングフィールド)

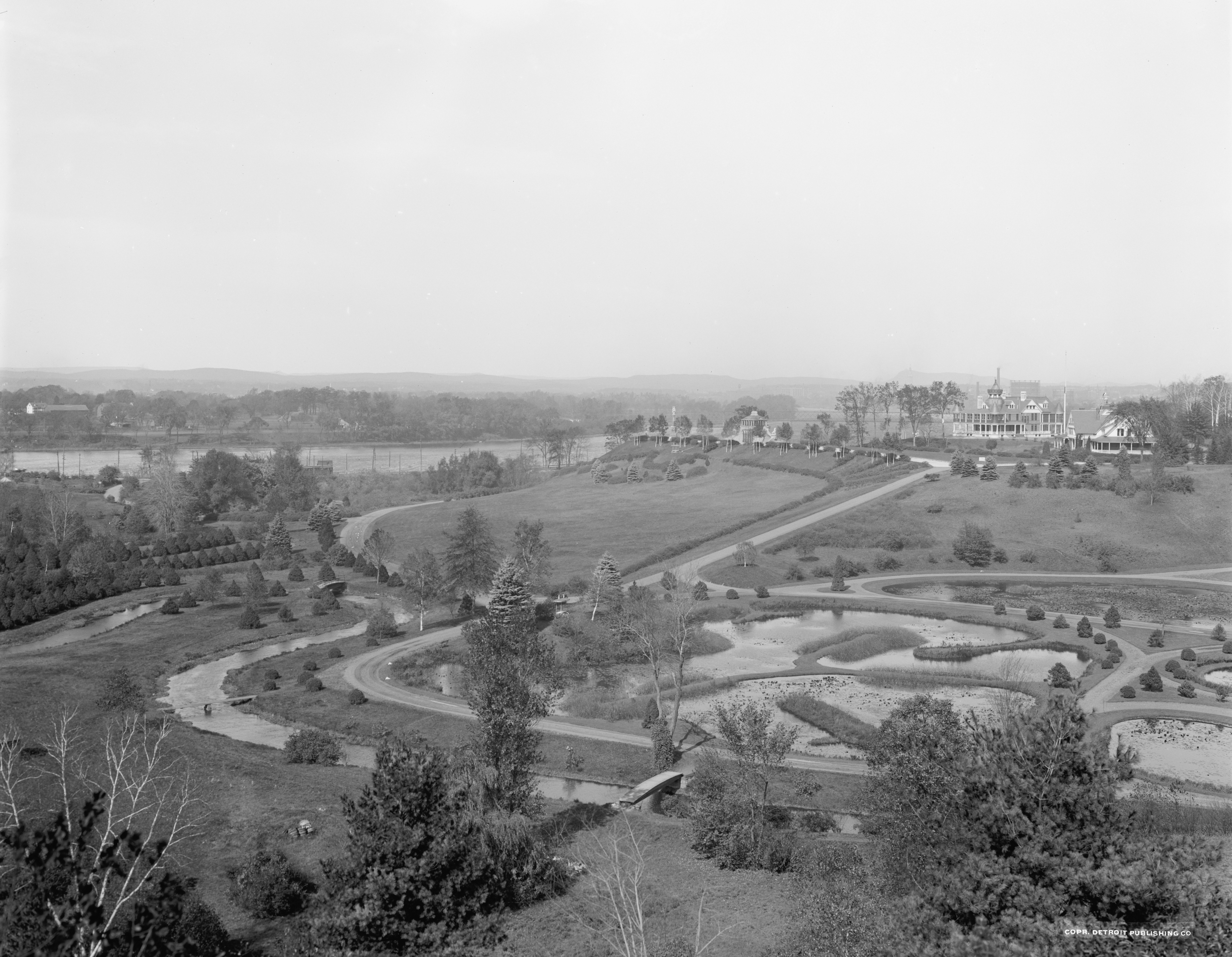
1910年代のフォレストパークの風景

フォレストパーク園内の「鏡池」

フォレストパーク（Forest Park）は、アメリカ合衆国マサチューセッツ州のスプリングフィールドにある森林公園である。コネチカット川を見下ろす297ヘクタールの土地をカバーする。
有名な環境デザイナーのフレデリック・ロー・オルムステッドが設計して、1884年に開園したこのフォレストパークには、樹木が茂った曲がりくねった小道や、驚くほど広大な景色など、オルムステッドの典型的なデザインに加えて、動物園、水生庭園、屋外円形劇場がある。現在、休暇期間中には、アメリカで最初の公共の市営水泳プールの場所で、「ブライトナイツ」（Bright Nights）として知られる人気のハイテク照明ディスプレイを開催している。

## 参照項目
- 森林公園